# Asiatische Hornisse

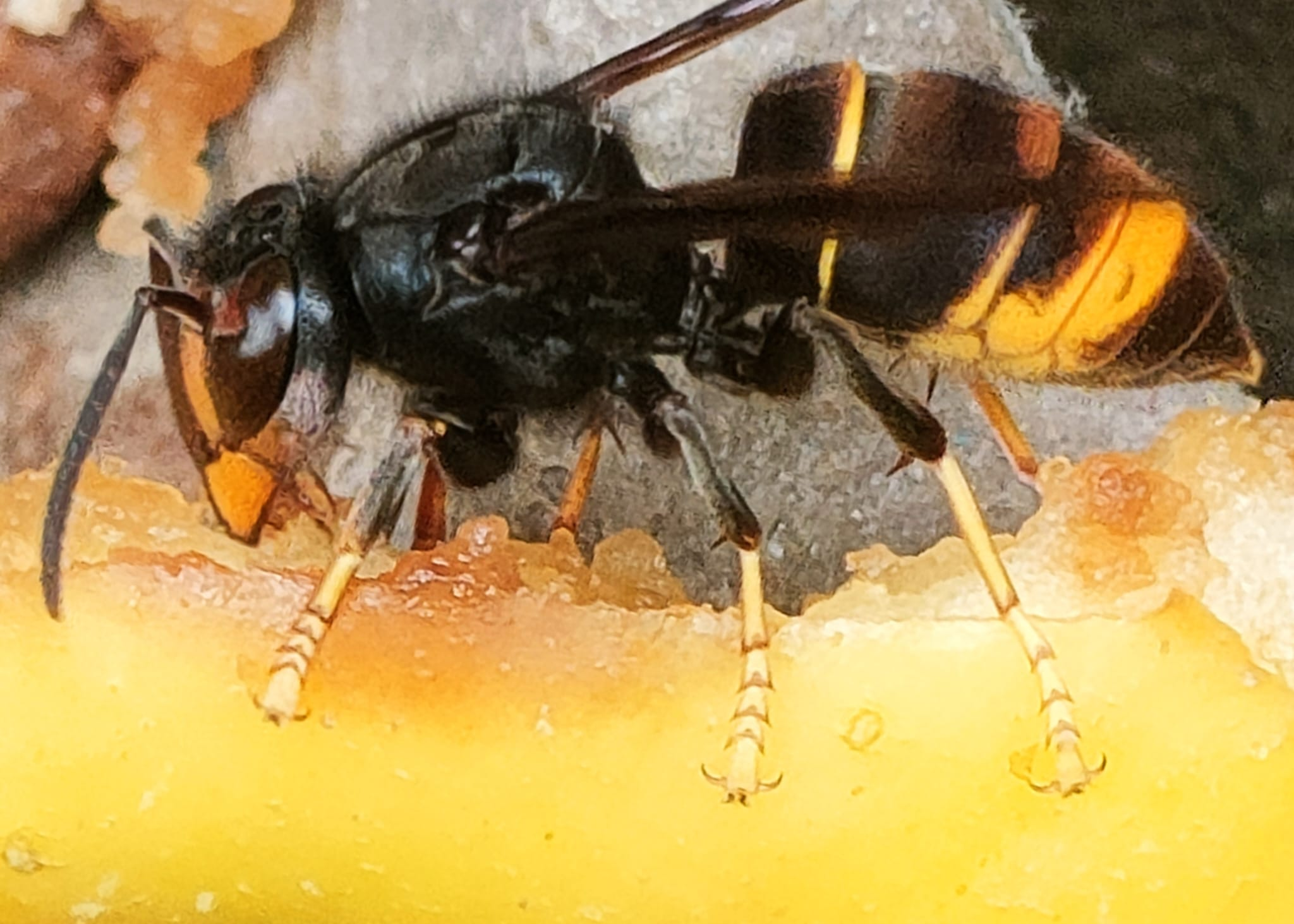
Vespa velutina in Corcelette, Frankreich 2024

Die Asiatische Hornisse (Vespa velutina) ist eine in Südostasien heimische Hornissenart. Mit der Unterart Vespa velutina nigrithorax wurde sie 2004 im Département Lot-et-Garonne in Südwestfrankreich erstmals auch in Europa nachgewiesen. Diese aus China stammende Unterart gilt als invasive Art und steht deshalb seit 2016 in der Liste der unerwünschten Spezies für die Europäische Union. Sie ist bundesweit meldepflichtig.
Neben dieser im Deutschen als Asiatische Hornisse (Vespa velutina) bezeichneten Art gibt es auch die ähnlich lautende Asiatische Riesenhornisse (Vespa mandarinia), die in Europa jedoch nicht vorkommt.

## Merkmale

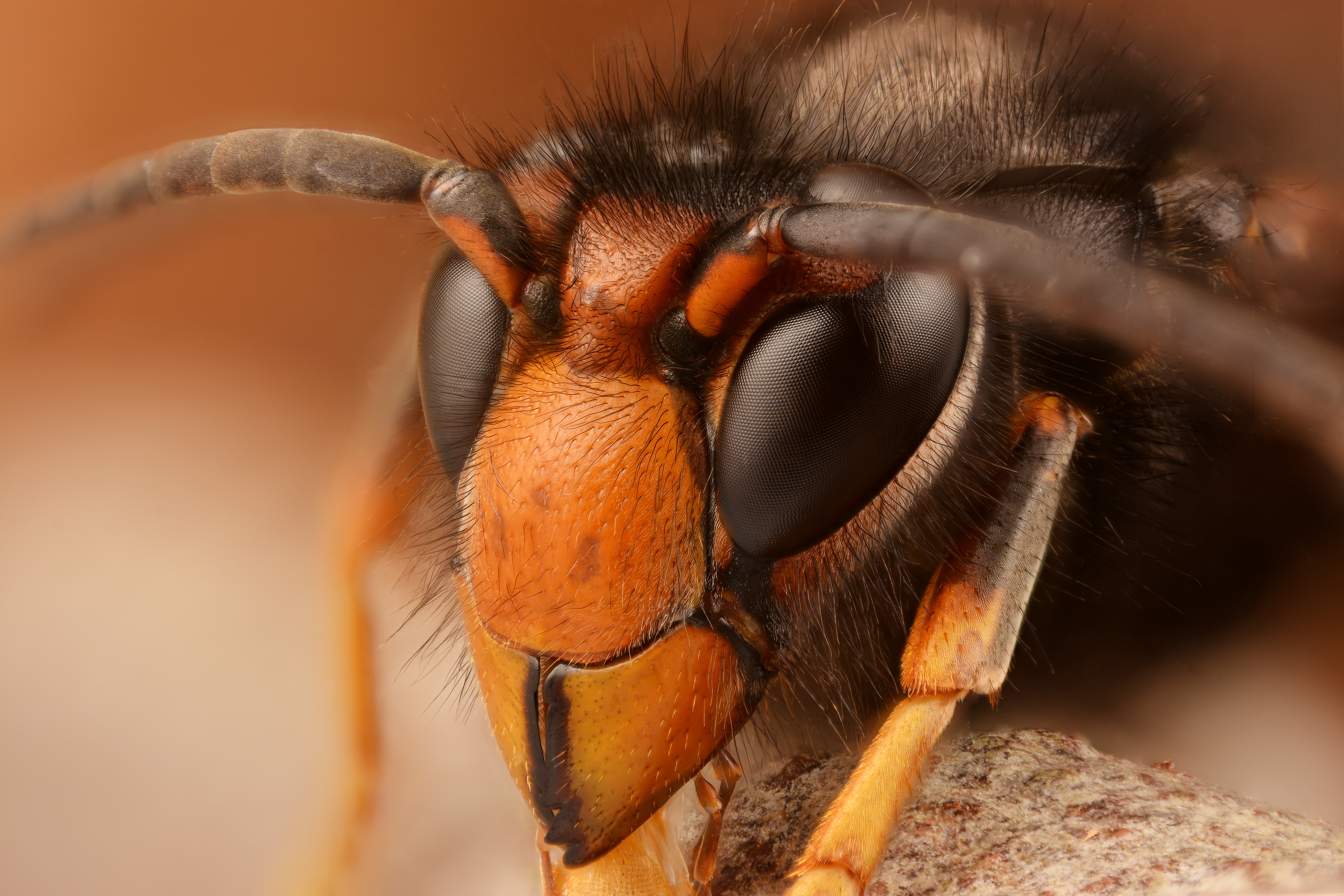
Detailansicht einer männlichen Vespa velutina

Vespa velutina ist in ihrer natürlichen Heimat eine vielgestaltige Art, die zahlreiche unterschiedliche Farbmorphen ausbildet, die meist als Unterarten aufgefasst werden. Nur eine dieser Formen, die Unterart nigrithorax, wurde nach Europa eingeschleppt. Hier ist sie von anderen sozialen Faltenwespen recht einfach, in erster Linie anhand von Färbungsmerkmalen, unterscheidbar. Darauf weist schon das Unterartepitheton nigrithorax hin – wörtlich übersetzt „schwarzer Brustpanzer“ (lateinisch niger ‚schwarz‘, altgriechisch θώραξ ‚Brustpanzer‘).
Die Königinnen erreichen eine Körperlänge von etwa drei Zentimetern, Arbeiterinnen werden etwa 1,7 bis 2,4 Zentimeter lang. Damit ist die Art etwas kleiner als die in Europa weit verbreitete Hornisse (Vespa crabro) und etwas größer als die Mittlere Wespe (Dolichovespula media). Als Hornisse (Gattung Vespa) ist sie an der Gestalt des Kopfes erkennbar: Dieser ist – bei Ansicht von oben – im hinteren Teil, dem Scheitel oder Vertex, verlängert. Der Abstand der Ocellen zu den Komplexaugen ist dadurch kleiner als ihr Abstand zum Kopfhinterrand.
Vespa velutina nigrithorax hat eine schwarze Grundfärbung und eine feine, aufrechte, schwarze oder braune Behaarung. Der Kopf ist bei Ansicht von oben schwarz. Bei Ansicht von vorn ist der Clypeus, die untere Hälfte der Schläfen und die Mandibeln (außer der Spitze und den Zähnen) gelb- bis rotbraun – in Asien (Hongkong) kommen auch Tiere mit vollständig schwarzem Kopf vor. Die Antennen sind oberseits schwarz, auf der Unterseite rotbraun. Der Rumpfabschnitt unter Einschluss des Propodeums ist beinahe vollständig schwarz gefärbt. Auch die Beine sind schwarz, nur die Tarsen, teilweise auch die Schienen, sind gelbbraun bis gelb aufgehellt. Am freien Hinterleib sind bei Ansicht von oben die ersten drei Tergite schwarz mit einer feinen gelben Endbinde, die am dritten gelegentlich etwas verbreitert sein kann. Der vierte Tergit ist überwiegend gelb gefärbt, die übrigen sind braun. Sie besitzen einen 3–4 mm langen Stachel. Das Gift ähnelt dem von Wespen, enthält aber auch Komponenten, die Schlangengift ähneln.
Männchen sind ähnlich gefärbt wie Königinnen und Arbeiterinnen (die schwer unterscheidbar sind). Ein weiteres Merkmal ist, dass der Hinterrand des siebten abdominalen Sternits tief halbkreisförmig ausgeschnitten ist. Ferner ist der Hinterleib der Männchen etwas länger und schmaler.

## Vorkommen

### Ursprüngliche Verbreitung
Das ursprüngliche Vorkommen von Vespa velutina umfasst den Süden Chinas und die Insel Taiwan, den Osten Indiens entlang des Westrands des Himalaya (randlich auch bis Pakistan und Afghanistan), die hinterindische Halbinsel und die Inselwelt Indonesiens. Die Art wurde vom Menschen 2003 nach Südkorea und 2014 nach Japan (Tsushima) eingeschleppt. Sie lebt überwiegend im Gebirge, erreicht aber in Indonesien auch den tropischen Tieflandregenwald.

### Europa, Frankreich
Als Neozoon nach Europa wurde die Art vermutlich über den Seeweg aus China eingeschleppt: Der erste bekannt gewordene europäische Fund stammt von 2005 aus Nérac im Südwesten Frankreichs, möglicherweise war sie davor aber schon 2004 im südfranzösischen Agen präsent. Von dort aus breitete sie sich rapide über Südwestfrankreich aus. Im August 2010 erreichte sie im Osten das Rhonetal und im Norden in der Ostbretagne die Küste des Ärmelkanals; gleichzeitig wurde sie zuerst südlich der Pyrenäen in Spanien in Amaiur, Navarra registriert, von wo sie sich bis 2015 über große Teile Nordspaniens ausbreitete, vor allem das Baskenland und die Region Navarra. 2011 erreichte sie in Viana do Castelo die portugiesische Atlantikküste. 2012 wurde in Loano (Ligurien) das erste Tier in Italien nachgewiesen. Inzwischen hat die Art fast ganz Frankreich mit Ausnahme des Nordostens besiedelt. DNA-Analysen zeigen, dass Stand 2023 alle in Europa vorkommenden Asiatischen Hornissen wahrscheinlich auf eine Königin zurückgehen.

### Deutschland
Mit dem Fund eines Nests in Büchelberg in Rheinland-Pfalz 2014 ist die Reproduktion der Art auch in Deutschland erstmals nachgewiesen worden.
In Baden-Württemberg wurde die Art ebenfalls 2014 in Waghäusel  (Nordbaden) und 2016 in Freiburg im Breisgau (Südbaden) gesichtet; Nester wurden 2017 auch in Karlsruhe gefunden. Im Oktober 2019 wurden Exemplare im südhessischen Lorsch und in Mannheim nachgewiesen.
2019 wurde erstmals ein Fund in Hamburg bekannt, 2020 fand man mittels Besenderung von Arbeiterinnen (Radiotelemetrie) zwei Nester und entfernte sie. Genetische Untersuchungen zeigten, dass die Tiere in Hamburg eng mit den übrigen bisher in Europa gefundenen Hornissen verwandt sind und so eine Einschleppung aus Asien ausgeschlossen werden kann. Es wird wegen der großen Distanzen zwischen den einzelnen Invasionsgebieten vermutet, dass die Art nach ihrer Verschleppung in Europa durch LKW-Transporte verbreitet worden ist.
Im August 2022 wurde in Freiburg ein weiteres Nest entdeckt. Ebenfalls im August 2022 wurden verschiedene Sichtungen von Vespa velutina-Individuen bei der Jagd an Bienenstöcken in Nordrhein-Westfalen nachgewiesen; im ersten Halbjahr 2024 haben sich in diesem deutschen Bundesland die Sichtungen gegenüber Juni 2023 vervielfacht. Auch Imker in der Westpfalz berichteten Anfang 2023 von einer Ausbreitung der Vespa velutina. Im September 2023 wurde ein Nest in Badenweiler im Markgräflerland entdeckt.
Bis 2024 hat sich die Art in Deutschland stark verbreitet und wurde mittlerweile aus fast allen Bundesländern gemeldet. Flächendeckende Vorkommen gibt es jedoch nur regional, beispielsweise im Rhein-Main-Neckar-Gebiet, am Niederrhein oder nahe an Luxemburg.
Im März 2024 richtete Baden-Württemberg eine zentrale Stelle zur Bekämpfung der Art ein: bei der Landesanstalt für Bienenkunde an der Universität Hohenheim – gemäß Landes-Umweltministerium sind in diesem Bundesland 2023 550 Nester gefunden worden, abgesehen von der Dunkelziffer zwanzig Mal so viel wie 2022. Eine Übersichtskarte zu den Meldungen findet sich bei der Landesanstalt für Umwelt Baden-Württemberg (LUBW).
Im Mai 2024 erfolgte eine erste Sichtung im Nordwesten Deutschlands; hier wurde ein Tier in Rhauderfehn gesichtet und getötet. Im August des Jahres wurde die Ausbreitung der Art am Hochrhein im Landkreis Lörrach konstatiert.
Am 24. März 2025 meldete Deutschland der EU die Umstufung der Asiatischen Hornisse auf Artikel 19 der EU-Verordnung 1143/2014. Nach Artikel 19 entfällt damit die Bekämpfungs- und Ausrottungspflicht, wenn eine Art bereits weit verbreitet ist. Deutschland geht damit von der Bekämpfungsphase in die Managementphase über. Vor der Umstufung waren die Umweltministerien der Bundesländer dazu verpflichtet, gemeldete Nester von den örtlichen Naturschutzbehörden entfernen zu lassen. In der Managementphase muss Deutschland der EU durchgeführte (eingerichtete (Vorgehen)? geplante?) Maßnahmen zum Management der invasiven Art melden, damit „Auswirkungen auf die Biodiversität und die damit verbundenen Ökosystemdienstleistungen sowie gegebenenfalls auf die menschliche Gesundheit oder die Wirtschaft minimiert werden“.
Die Asiatische Hornisse wird nun regelmäßig in der Schwetzinger Hardt beobachtet, an Doldenblütlern. Die betroffenen Imker sind nun offenbar in der Pflicht, auf ihre Bienenvölker selbst aufzupassen.

### Großbritannien
Auf der Insel Großbritannien wurde das erste Nest 2016 in Rayleigh (Essex) gefunden. Im gleichen Jahr wurden auch die Kanalinseln erreicht, wo sie seitdem bekämpft wird.

### Die Niederlande

Verbreitung der Asiatischen Hornisse in den Niederlanden, 2016–2023, basierend auf Daten von Observation.org

2017 wurde in Zeeland eine erste Beobachtung aus den Niederlanden registriert, 2023 war die Art in allen Provinzen gemeldet.

### Schweiz
In der Schweiz wurde Ende April 2017 eine fortpflanzungsfähige Königin in Fregiécourt, Kanton Jura, gefangen. Im Dezember 2019 wurde in Mont-sur-Rolle, Kanton Waadt, ein Nest entdeckt. Im Oktober 2020 wurde in Ludiano, Kanton Tessin, ein Exemplar entdeckt. Im selben Jahr wurde in Genf ein Exemplar gefangen. Im August 2022 wurde in Münchenstein, Kanton Basel-Landschaft, ein Exemplar nachgewiesen. Um das betreffende Nest aufzufinden, waren vorher zwei Arbeiterinnen in einem befallenen Bienenstock mit Minisendern versehen worden. Der Kanton hat eine Meldeseite eingerichtet. Die Schweiz erwägt infolge der explosionsartigen Ausbreitung ab Herbst 2025 die Zulassung von Bioziden auch im Wald.

### Luxemburg
Im September 2020 wurde die Art erstmals in Luxemburg nachgewiesen.

### Ungarn
Am 22. August 2023 wurde die Asiatische Hornisse nahe der österreichischen Grenze beobachtet. Das Ungarische Naturwissenschaftliche Museum hat zwei der gefundenen Exemplare aus Kimle untersucht und bestätigt, dass es sich um die Vespa velutina handelt.

### Österreich
Am 11. April 2024 wurde die erste Sichtung aus Salzburg gemeldet.

### Tschechien
Das erste Vorkommen in der Tschechischen Republik wurde am 5. Oktober 2023 registriert. Feuerwehrleute entfernten am 9. Oktober das Nest in der Krone einer Akazie am Stadtrand von Pilsen. In dem Nest, das von den Mitarbeitern des Westböhmischen Museums untersucht wurde, entdeckten die Naturforscher unter anderem mehrere junge Königinnen.

### USA
Im August 2023 wurden in Savannah von einem Imker ungewöhnliche Hornissen gesichtet. Lewis Bartlett von der University of Georgia identifizierte sie als Vespa velutina.

## Lebensweise

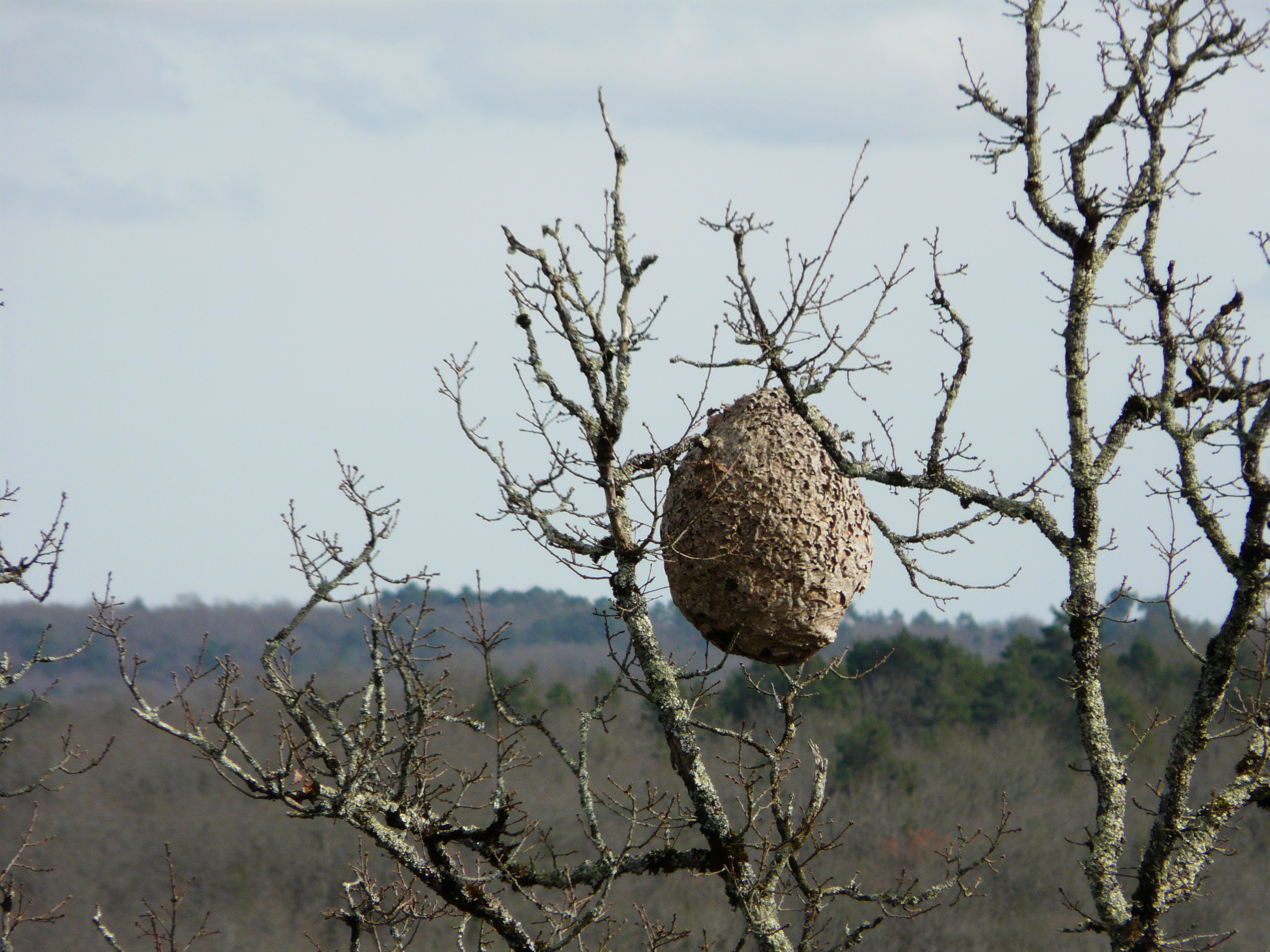
Nest von V. v. nigrithorax (Frankreich, 2010)

Bei der Art werden, wie bei vielen sozialen Faltenwespen, neue Nester im Frühjahr von einer einzelnen, begatteten Jungkönigin begründet. Die Königin beginnt den Nestbau allein und wird später von den neu geschlüpften Arbeiterinnen unterstützt. Die maximale Nestgröße wird im Frühherbst erreicht, danach stirbt das Nest zum Winter hin nach und nach ab, nur die Jungköniginnen überwintern (in Europa). In der Phase maximaler Volkzahl schaltet das Volk auf die Produktion von Geschlechtstieren um. Bei der Art werden deutlich mehr Männchen als geschlechtsreife Weibchen produziert. Jede Jungkönigin wird meist von mehreren Männchen begattet (Polyandrie). Die Begattung findet wohl überwiegend innerhalb des Nestes statt.

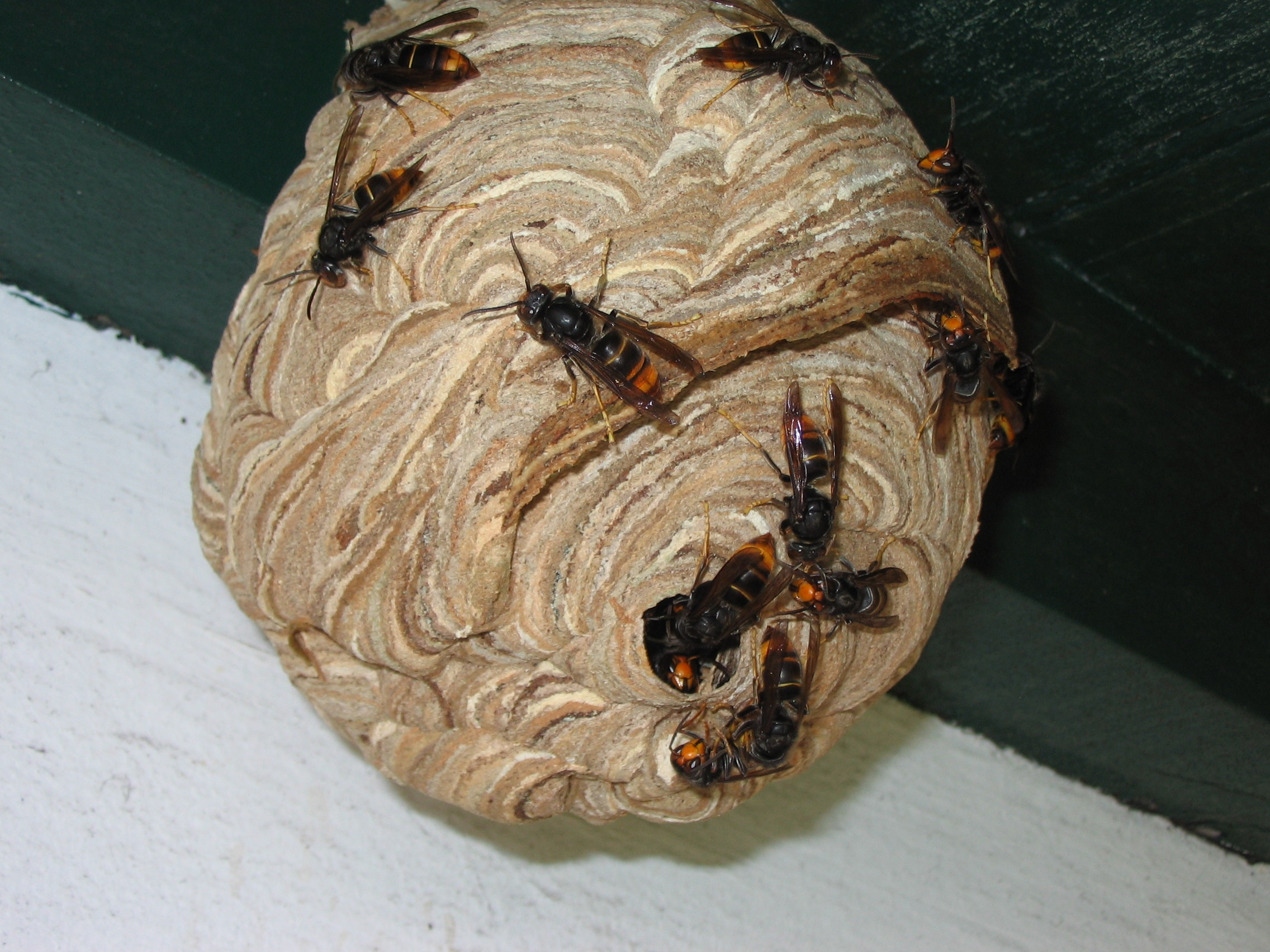
Nahaufnahme eines Primärnestes mit alarmierten V.v

Die Völker werden relativ groß, mit etwa 4.000 bis 10.000, in Frankreich im Mittel etwa 6.000 Brutzellen, das bedeutet im Maximum etwa 1.000 bis 2.000 Arbeiterinnen gleichzeitig im Nest. Das Nest besteht im ausgebauten Zustand aus sechs bis zwölf waagrecht angeordneten Waben, die aus einer kartonartigen Masse (aus zerkauten Holzfasern) bestehen. Es ist vollständig von einer Nesthülle aus demselben Material umgeben. Die Nester sind sehr viel größer als bei den in Europa heimischen Hornissen. Die Nester können eine Höhe von 1 m und einen Durchmesser von 80 cm haben. Angelegt wird es frei hängend, meist in Höhen von zehn Metern und darüber, in Baumkronen oder anderen hohen Strukturen, gelegentlich auch an menschlichen Bauten. Die Art baut aber weitaus seltener in oder an Häusern als andere Hornissenarten wie etwa Vespa simillima. In Frankreich werden als Neststandort Pappeln in der Nähe von Gewässern bevorzugt. Selten kommen aber auch Nester innerhalb von Hohlräumen, vereinzelt sogar unterirdisch, vor. In Europa lebt die Art vor allem in der Ebene und in niedrigem Hügelland, oft auch in menschlichen Ansiedlungen. Geschlossene Wälder werden hingegen gemieden.
In Ostasien ist von der Art bekannt, dass Jungköniginnen ihre Nester überwiegend zunächst in Bodennähe als sogenanntes Primärnest beginnen und das ganze Volk nach der Etablierung im Juli/August infolge von Platzmangel an einen neuen Standort in ein Sekundärnest umzieht. Eine solche Relokation (oder Filialbildung) von Nestern wurde in Europa inzwischen ebenfalls beobachtet. Nur wenn der erste Standort genug Platz für die wachsende Kolonie bietet, bleibt das Nest an Ort und Stelle.
Wie die meisten sozialen Faltenwespen ernähren sich Arbeiterinnen von Vespa velutina vor allem von kohlenhydratreichen Nahrungsquellen wie Nektar, reifem Obst oder Baumsäften, während die Larven mit proteinreicher Kost gefüttert werden. Im Prinzip ist die Art ein opportunistischer Jäger und Aasfresser, der verschiedene Beutetiere und Nahrungsquellen je nach Angebot nutzen kann. Sie sind im Flug gewandte Jäger, die auch gute Flieger wie Libellen erbeuten können, sie sind imstande, kurze Strecken rückwärts zu fliegen. Bekannt ist die Art aber vor allem als effektiver Prädator von Honigbienen. Diese können, je nach Region, ein Drittel bis zwei Drittel der tierischen Nahrung ausmachen. Ein einziges Volk der Hornissenart ernährt sich pro Jahr von etwa elf Kilogramm an Biomasse aus Insekten. Häufig lauern jagende Hornissen in der Nähe von Bienenstöcken, um gezielt an- und abfliegende Bienen zu erbeuten, die als konzentrierte Nahrungsquelle gegenüber vielen anderen bevorzugt werden. Im Gegensatz zu ihrer Schwesterart Apis cerana, die natürlicherweise in der gleichen Region wie Vespa velutina lebt, besitzt Apis mellifera zwar ähnliche Abwehrmechanismen gegen die Hornissen, diese sind aber bei ihr weitaus weniger effektiv.

## Phylogenie und Taxonomie
Vespa velutina gehört zu einer Klade in Asien verbreiteter Hornissenarten, der Vespa-bicolor-Artengruppe. Diese unterscheiden sich von den anderen Arten der Gattung in folgenden Merkmalen: Der Kiel vor den Tegulae (den Flügelschuppen) am Pronotum ist unvollständig, der Pronotumkiel (vorn am Pronotum) ist in der Mitte breit durch eine Grube unterbrochen; die Punktur der basalen und zentralen Teile des Clypeus besteht aus kleinen Punkten, die um mehr als ihren Durchmesser voneinander getrennt sind. Bei den Männchen ist außerdem der Hinterrand der Sternite des sechsten und siebten Hinterleibssegments tief halbkreisförmig ausgeschnitten. Die Arten des Artenkomplexes werden in erster Linie nach Färbungsmerkmalen differenziert. Die bicolor-Artengruppe wurde in genetischen Analysen (anhand des Vergleichs der DNA-Sequenz homologer Gene) als monophyletisch bestätigt. Schwesterart von Vespa velutina könnte demnach Vespa vivax sein.
Innerhalb der Art Vespa velutina werden zwölf Unterarten unterschieden, die ausschließlich nach Merkmalen der Färbung differenziert werden.
- V. velutina ardens du Buysson, 1905 – Lombok und Sumbawa
- V. velutina celebensis Perkins, 1910 – Sulawesi
- V. velutina divergens Perkins, 1910 – Malayisches Festland
- V. velutina flavitarsis Sonan, 1939 – Taiwan
- V. velutina floresiana van der Vecht, 1957 – Flores
- V. velutina karnyi van der Vecht, 1957 – Sumatra
- V. Velutina mediozonalis Perkins, 1910
- V. velutina nigrithorax du Buysson, 1905 – China und Grenzregion Indien, Myanmar
- V. velutina sumbana van der Vecht, 1957 – Sumba
- V. velutina timorensis van der Vecht, 1957 – Timor
- V. velutina variana van der Vecht, 1957 – Vietnam, Myanmar, Thailand
- V. velutina velutina Lepeletier, 1936 – Java

Die früheren Unterarten auraria und pruthii wurden von Michael E. Archer als eigenständige Art Vespa auraria gefasst, dies erscheint nach neueren Ergebnissen nicht gerechtfertigt. Die Unterarten kommen überwiegend in getrennten Regionen (oder jeweils auf einer Insel) vor, neben parapatrischer Verbreitung in benachbarten, aber getrennten Verbreitungsgebieten kommen die auf dem asiatischen Festland verbreiteten auch sympatrisch (mehrere nebeneinander im selben Gebiet) vor, wo sie zudem durch Übergangsformen miteinander verbunden sind. Viele Bearbeiter bevorzugen es daher, anstelle von Unterarten eher von Farbmorphen einer Art zu sprechen.
Eine umfassende Untersuchung dieser Lokalformen, bei der neben den Farbvarianten und ihren Zwischenformen und Übergängen auch die geographische Verbreitung und genetische Daten mit einbezogen worden sind, ergab, dass die genetische Verwandtschaft recht gut mit dem geographischen Verbreitungsmuster korreliert. Am weitesten voneinander getrennt waren die Formen der südindonesischen Inseln von denjenigen des Festlands, mit Populationen von Sumatra und aus Malaysia als Übergangsformen. Die Färbungsmuster korrelierten ebenfalls mit den anderen Daten; allerdings erwiesen sich einige ähnliche Farbmorphen unterschiedlicher Regionen als nicht näher miteinander verwandt, möglicherweise haben sie dieselbe Färbung konvergent zueinander entwickelt. Insgesamt kommen die Autoren zu dem Schluss, dass Färbungsmerkmale als taxonomischer Charakter in der Verwandtschaftsgruppe nur mit Vorsicht verwendet werden können. Die konventionell abgegrenzten Unterarten sollten also nur noch unter Vorbehalt verwendet werden.

## Einfluss auf den Menschen
Die Art vermag in den von ihr besiedelten Regionen in kurzer Zeit erhebliche Populationsdichten zu erreichen. In Korea, wohin sie 2003 einwanderte, ist sie heute die häufigste Hornissenart. Problematisch ist ihr Auftreten vor allem für Imker, weil sie als Bienenjäger Völker stark schwächen kann. Diese Behauptung ist allerdings bisher nicht belegt; trotzdem haben Imker, vor allem in Südwest-Frankreich, damit begonnen, spezialisierte Schädlingsbekämpfer mit der Vernichtung von Nestern zu beauftragen. Dies ist aber aufgrund von deren Lage sehr aufwändig. Wissenschaftlich werden verschiedene Bekämpfungsmethoden gegen die Art getestet, unter anderem die Anlockung von Geschlechtstieren mittels Pheromonen. Es erscheint aber kaum aussichtsreich, die Art in bereits dicht besiedelten Regionen wieder ausrotten zu können. Der Einsatz von biologischen Bekämpfungsmethoden ist bisher nicht versucht worden, aufgrund der damit einhergehenden Gefährdung der nahe verwandten Europäischen Hornisse gilt er als riskant.
Entgegen einzelnen Beobachtungen in Teilen des Verbreitungsgebiets in Ostasien (Malaysia) gilt Vespa velutina in Europa dem Menschen gegenüber nicht als aggressive Art. In Europa wurde in den von der Art besiedelten Regionen nicht über eine Zunahme von Stichen berichtet. Generell wird die Art ähnlich wie die in dieser Hinsicht wenig problematische europäische Hornisse (Vespa crabro) eingeschätzt. Eine Gefahr besteht jedoch bei der Annäherung an das Nest, das die Tiere aggressiv verteidigen.

## Bekämpfung

### Entfernung von Nestern
Von Mai bis Juli ist eine Beobachtung der jagenden Tiere vor dem Bienenstock sehr wichtig, da der anwachsende Hornissenstaat noch nicht vom Primär- in das Sekundärnest umgezogen ist. Ab Juli wird das größere Sekundärnest meist in hohen Baumkronen angelegt, wo das Auffinden und damit die Vernichtung deutlich erschwert sind. Sollte im Frühsommer eine Beobachtung eines adulten Tieres gemacht werden, sollte sich umgehend auf die Nestsuche gemacht werden. Das Gründungs- oder Primärnest befindet sich in geschützter Lage relativ bodennah, meist in Hecken, Sträuchern, selten betretenen Schuppen oder Dachüberständen.
Für die Suche haben sich Locktöpfe bewährt, welche zur Hälfte mit Bier und Wein sowie etwas Zucker gefüllt werden. Am Dochtköder lassen sich die Tiere dann abfangen und werden markiert. Durch Beobachten der Flugrichtung und Stoppen der Zeit bis zur Rückkehr kann man die ungefähre Richtung und Entfernung des Nestes ausmachen. Anschließend wird der Locktopf in die Richtung des Nestes versetzt und alles wiederholt. In schwierigen Fällen kann eine Kreuzpeilung gemacht werden, um das Nest auffinden zu können. Eine weitere Methode zum Aufspüren des Nestes ist die Radiotelemetrie. Hier werden die Tiere kurz heruntergekühlt, um eine Art Kältestarre zu erreichen, und besendert. Mit Funkpeilung lässt sich das Nest anschließend orten.
Nach der Entdeckung sollte rechtzeitig die Entnahme des Nestes durch einen Fachmann bzw. die Behörden erfolgen, um ein Anwachsen der Population und die Anlage von Filial- oder Sekundärnestern zu verhindern. Erfolgt die Entdeckung von jagenden Einzeltieren erst im Spätsommer, ist davon auszugehen, dass das Hornissenvolk bereits in das Sekundärnest umgezogen ist. Aufgrund des längeren Stachels der Hornissen sind spezielle Schutzanzüge erforderlich. Sollte wegen ungünstiger Lage des Nests in der Baumkrone eine Absaugung nicht in Frage kommen, muss eine Begasung mit Insektiziden in Betracht gezogen werden. Alternative Entnahmemethoden mittels Hubsteiger oder Drohnen sind in der Erprobung. Inzwischen wird in Deutschland und vor allem in Frankreich regelmäßig Kieselgur eingesetzt, das mit Lanzen in das Nest gesprüht wird. Die Wirkung erfolgt dabei verzögert.

### Verwendung von Fallen
Das Aufstellen von Fallen zum Einfangen von Jungköniginnen ist in Deutschland – anders als z. B. in Belgien – nach dem Bundesnaturschutzgesetz (BNatSchG) laut den §§ 39 und 44 verboten, da die Fallen nicht selektiv genug seien, um die asiatische von der europäischen Hornisse und anderen geschützten Insektenarten zu unterscheiden.

### Schutz von Bienenstöcken

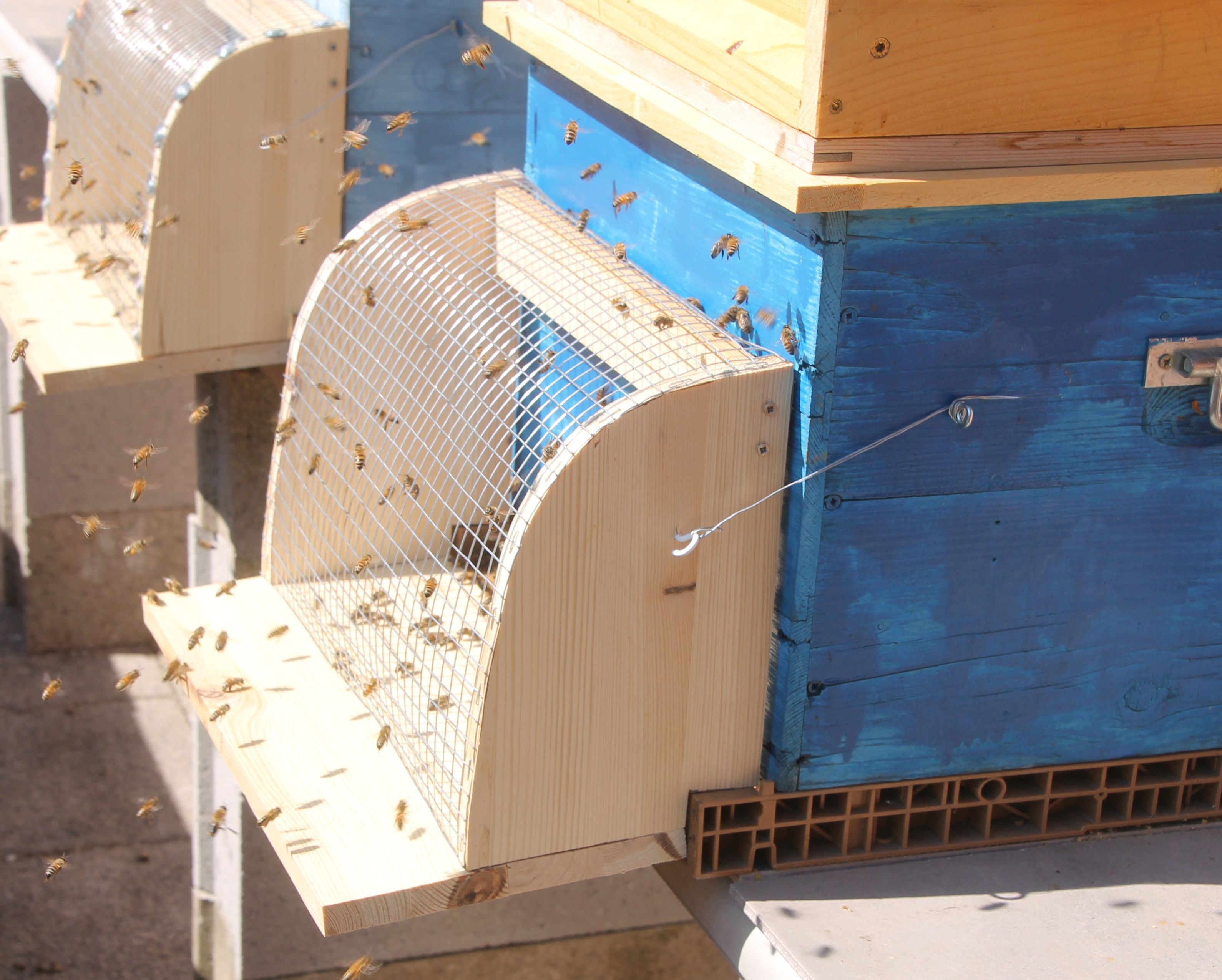
Absperrgitter vor dem Einflugloch zum Schutz gegen die Asiatische Hornisse (Bienen und Drohnen können das Gitter problemlos passieren)

An Bienenstöcken selber kann man mechanische Absperrgitter oder elektrische Schutzvorrichtungen („elektrische Harfe“) anbringen, die verhindern, dass Vespa velutina in die Beuten eindringen.

## Verwendung
Sowohl zur Erforschung des Verhaltens als auch für die kulinarische Verwendung der Asiatischen Hornisse – die Larven und Puppen werden in Südchina (Yunnan), Taiwan, Thailand, Myanmar und Indonesien verzehrt – wurden Methoden zur Aufzucht entwickelt.